# 短鰾盤鮈
短鰾盤鮈（学名：Discogobio brachyphysallidos），又名短体盤鮈，为辐鳍鱼纲鲤形目鲤科盤鮈屬的鱼类。在中国，分布于南盤江、元江、金沙江水系等。该物种的模式产地在罗平。

## 扩展阅读
維基物種上的相關：短体盤鮈